# Eunica eurota
Eunica eurota är en fjärilsart som beskrevs av Pieter Cramer 1775. Eunica eurota ingår i släktet Eunica och familjen praktfjärilar. Inga underarter finns listade i Catalogue of Life.

## Bildgalleri

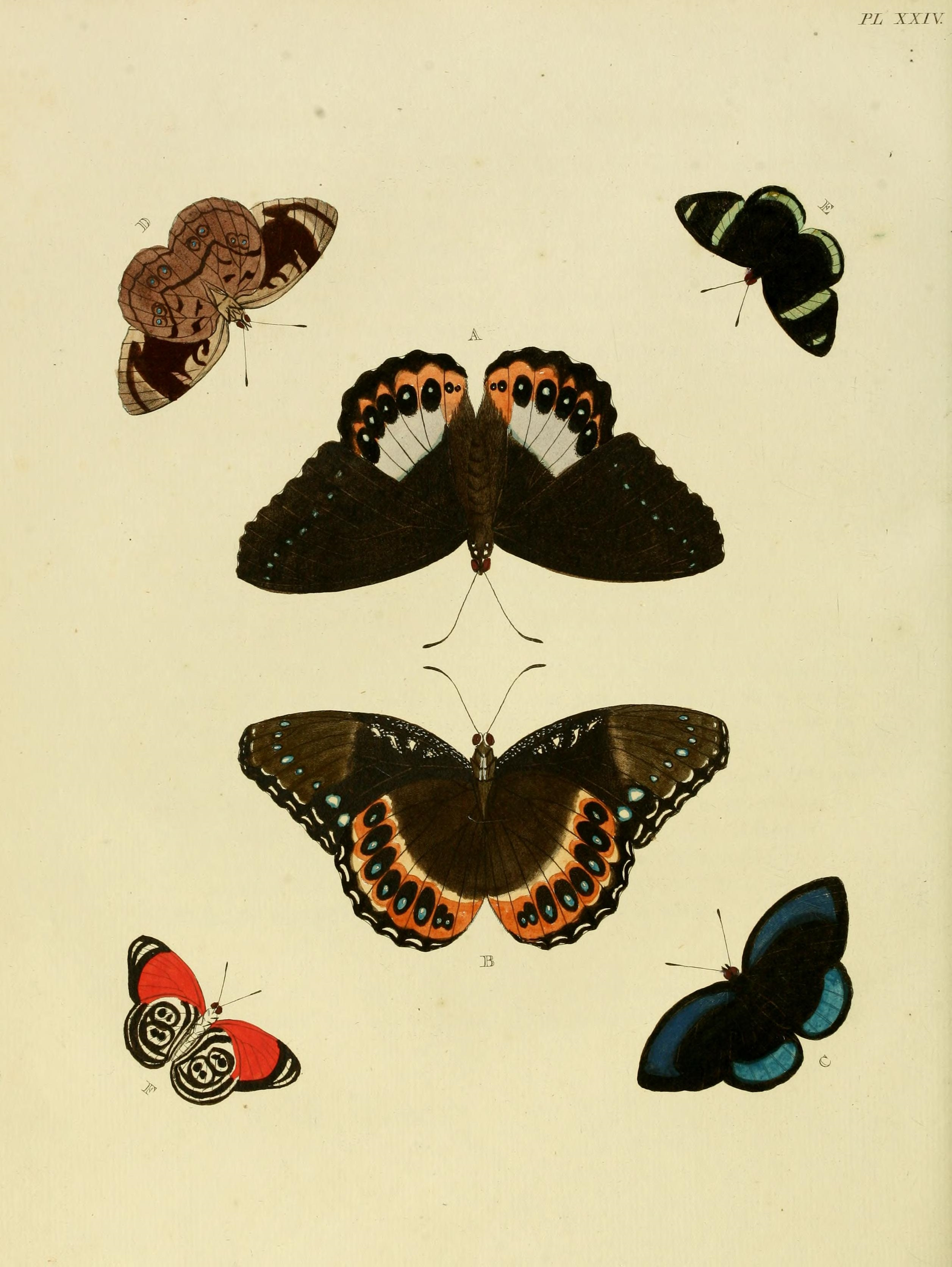
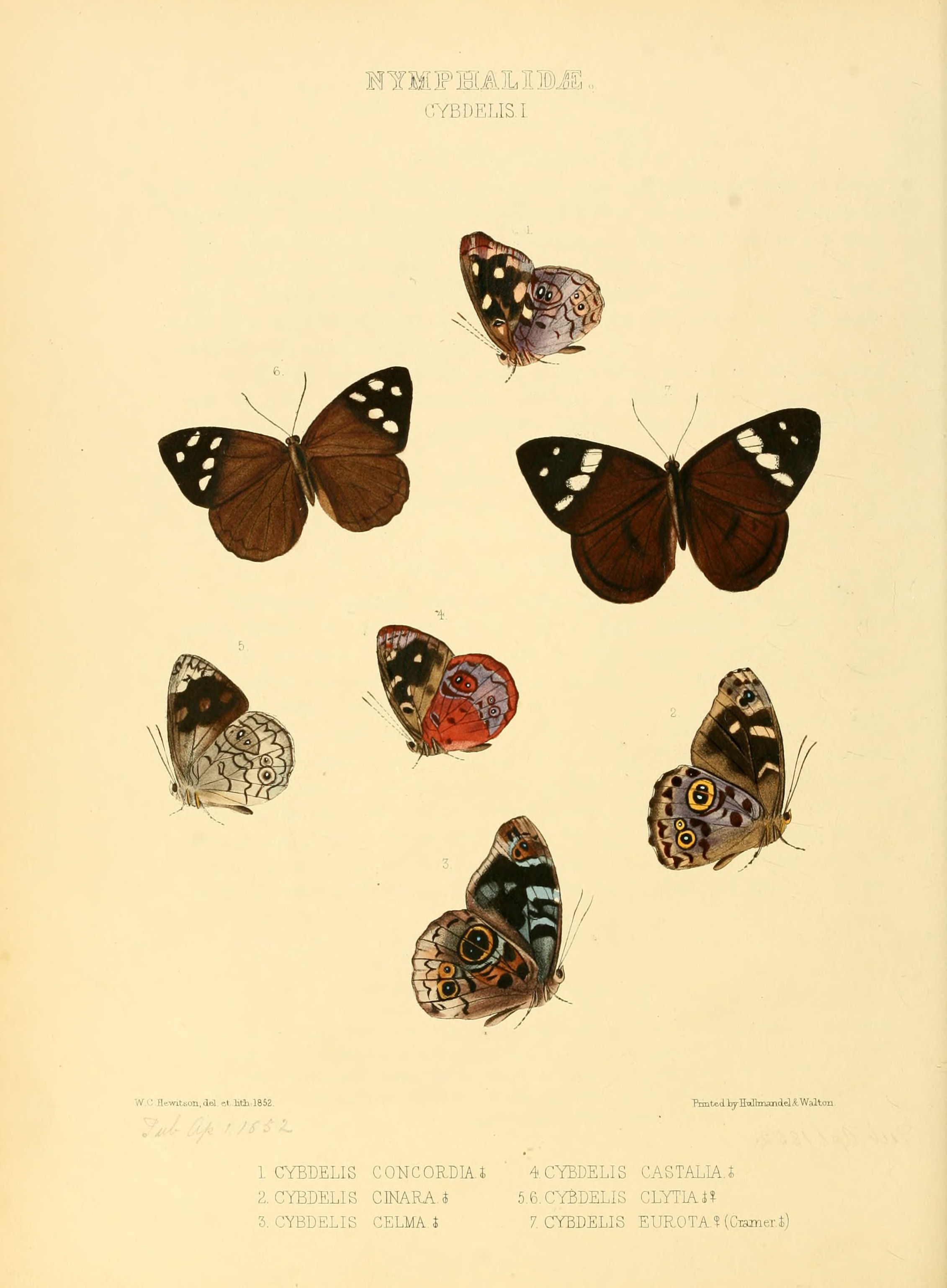